# Ibadana
Ibadana is een geslacht van spinnen uit de familie hangmatspinnen (Linyphiidae).

## Soorten
De volgende soorten zijn bij het geslacht ingedeeld:
- Ibadana cuspidata Locket & Russell-Smith, 1980